# 艾哥爾體育會
艾哥爾體育會（英語：阿拉伯语：）是一家位于卡塔尔艾豪爾的职业体育俱乐部。俱乐部的体育项目包括足球、五人制足球、篮球、排球、手球、田径、乒乓球、游泳。俱乐部的职业足球项目最为知名，球队参加卡塔爾乙組足球聯賽。

## 外部連結
- 官方網站 （页面存档备份，存于）